# Antipeewee
Antipeewee est un groupe allemand thrash metal, originaire d'Abensberg.

## Histoire
Le groupe est fondé en 2006 lors d'une fête d'anniversaire où le chanteur Philipp Schnepka et le bassiste Alexander Schott se rencontrent. Au début, le groupe joue du punk avec de nombreuses reprises avant que les musiciens n'écrivent leurs premières chansons avec un batteur. Le nom du groupe est basé sur le surnom « PeeWee » du chanteur Philipp Schnepka et représente une énergie autodestructrice et autodestructrice. En 2011, le groupe se tourne vers le thrash metal, car les membres du groupe ne veulent plus des stéréotypes du genre et veulent également répondre aux demandes musicales accrues.
Coralie Baier et Tom Mayer, une nouvelle guitariste et un nouveau batteur, rejoignent le groupe, lequel est finalement complété par le second guitariste Johannes Scheugenpflug. Avec le producteur Robert Hofmann, le groupe enregistre son premier album Human Grill Party, sorti en 2013 chez Good Damn Records. Dans les mois suivants, le groupe joue de nombreux concerts et petits festivals en Allemagne et partage la scène avec des groupes tels que Six Feet Under, Dr. Living Dead! ou Sinister. À l'été 2014, Antipeewee enregistre son deuxième album studio, Madness Unleashed. Un an plus tard, le groupe est signé par This Charming Man Records, qui sort l'album le 4 décembre 2015. Le groupe sort son premier clip pour la chanson Rise of Cthulhu (une grande influence est le mythe de Cthulhu, imaginé par l'écrivain américain H. P. Lovecraft ; les musiciens ont eu l'idée de dépeindre le monstre marin Cthulhu comme un fan de thrash metal avec une kutte et une casquette de baseball).

## Discographie
- 2013 : Human Grill Party (Album, Good Damn Records)
- 2015 : Madness Unleashed (Album, This Charming Man Records)
- 2018 : Infected by Evil (Album, This Charming Man Records)

## Source de la traduction
- (de) Cet article est partiellement ou en totalité issu de l’article de Wikipédia en allemand intitulé « Antipeewee » (voir la liste des auteurs).

1. 1 2  (de) Michael Sommer, « Antipeewee : Interview mit Schotti und PeeWee », sur Powermetal.de, 2014 (consulté le 13 janvier 2021)